# 黃顯
黃顯（1498年—1572年），字仁叔，號墩江、暾江，廣東瓊州府瓊山縣人，軍籍，明朝政治人物。

## 生平
嘉靖元年（1522年）壬午科廣東鄉試第七十四名舉人。嘉靖二十年（1541年）中式辛丑科會試第二十九名，登第二甲第六十七名進士。授刑部主事，歷官刑部郎中，二十九年升撫州府知府，三十二年丁母憂，服闋，補池州府知府，官至江西布政使司参议、湖广按察司副使。

## 家族
曾祖黃本；祖父黃璲；父黃通，母吳氏。慈侍下。兄黄顥。弟黄颐。